# Viljandi-Kulturakademie der Universität Tartu
Die Viljandi-Kulturakademie (estnisch: Tartu Ülikooli Viljandi Kultuuriakadeemia, kurz: TÜ VKA) ist eine in der estnischen Kleinstadt Viljandi gelegene höhere Bildungseinrichtung für angewandte Kulturfächer.

## Aufgabe
Die Viljandi-Kulturakademie ist seit dem Jahr 2005 eines der fünf Colleges der Universität Tartu. Die Akademie bietet ein Studium auf Fachhochschul- sowie Hochschulniveau an.
Die Schwerpunkte von Studium und Forschung an der Akademie liegen in den Bereichen Kulturbildung und darstellende Künste. Neben Tanz- und Chorleitung gehören zu den angebotenen Studienrichtungen Folkmusik sowie Theaterberufe (Theatermanager, Licht- und Tonregisseur sowie Bühnenbildner).
Die Akademie hat ca. 800 Studenten, von denen die Hälfte ein Fernstudium absolvieren. Lehre und Unterricht basieren auf der Kontinuität und Nachhaltigkeit überlieferter estnischer Kultur, die durch neue Impulse bereichert wird, die zur Erweiterung der Definition traditioneller Kultur beitragen.

## Geschichte
Die Einrichtung wurde 1952 in Tallinn gegründet. Aufgabe war die Ausbildung von Bibliothekaren und Leitern der Kulturhäuser in der damaligen Estnischen Sozialistischen Sowjetrepublik. 1960 zog die Ausbildungsstätte ins mittelestnische Viljandi. Ab 1978 trug sie den Namen Viljandi Kultuurikool („Kulturschule Viljandi“).
Mit Wiedererlangung der estnischen Unabhängigkeit änderte sie ihre Bezeichnung in Viljandi Kultuurikolledž. Seit 2003 trägt sie den Namen Viljandi Kultuuriakadeemia. Im August 2005 wurde die bis dahin selbständige Hochschule autonomer Teil der Universität Tartu.